# Volčje, Bloke
Volčje je naselje v Občini Bloke.